# Juliana Valente
Pour les articles homonymes, voir Valente.
Juliana Odilon da Silva Drugovich Valente est une joueuse brésilienne de volley-ball née le 25 janvier 1985 à Rio de Janeiro. Elle mesure 1,80 m et joue au poste de réceptionneuse-attaquante. 

## Clubs
| Club                     | De        | À         |
| ------------------------ | --------- | --------- |
| São Caetano              | 2003-2004 | 2003-2004 |
| EC Pinheiros             | 2004-2005 | 2005-2006 |
| AD Brusque               | 2006-2007 | 2008-2009 |
| VK Prostějov             | 2009-2010 | 2009-2010 |
| AD Brusque               | 2010-2011 | 2010-2011 |
| Volei Futuro             | 2011-2012 | 2011-2012 |
| Rio do Sul               | 2012-2013 | 2012-2013 |
| Uniara                   | 2014-2015 | 2014-2015 |
| Fluminense FC            | 2016-2017 | 2016-2017 |
| Vôlei Positivo Londrina  | jan 2018  | mai 2018  |
| Vôlei Balneário Camboriú | 2018-2019 | …         |

## Palmarès
- Championnat de République tchèque
  - Vainqueur : 2010.
- Coupe de République tchèque
  - Vainqueur : 2010.